# Harlingerstraatweg (Leeuwarden)
De Harlingerstraatweg is een straat in Leeuwarden, het was de Rijksstraatweg naar Harlingen, en kwam in 1842 gereed. Het is thans een hoofdstraat in Leeuwarden. In het midden van de Harlingerstraatweg ligt het Europaplein waar het kruist met de Ring Leeuwarden. Aan de oostzijde een rotonde voor de Binnenstad waar ook de Spanjaardslaan en de Harlingersingel op uitkomen.
De Harlingerstraatweg was vroeger, net als de Groningerstraatweg en de Mr. P.J. Troelstraweg een uitvalsweg die buiten de bebouwde kom lag. Welvarende Leeuwarders bouwden hier hun herenhuizen. De Harlingerstraatweg vormt de scheiding tussen de Vosseparkwijk en Vogelwijk.

## Rijksmonumenten
Aan de oostzijde van de Harlingerstraatweg staan zestien rijksmonumenten. Voor een overzicht zie Lijst van rijksmonumenten in Leeuwarden (stad).
| Harlingerstraatweg nummer                         | Architect                       |
| ------------------------------------------------- | ------------------------------- |
| 2B (Villa Zonneweelde)                            | Andries Baart sr.               |
| 6                                                 | D. Kalma en G. Witteveen        |
| 9A                                                | Jelle Gros en Gerardus Heldoorn |
| 29, 31, 33, 35, 37, 39, 41                        | J. Scheltema                    |
| 45-47, 49-51-53, 55-57-59, 61-63, 65-67, 69-71-73 | Doeke Meintema                  |

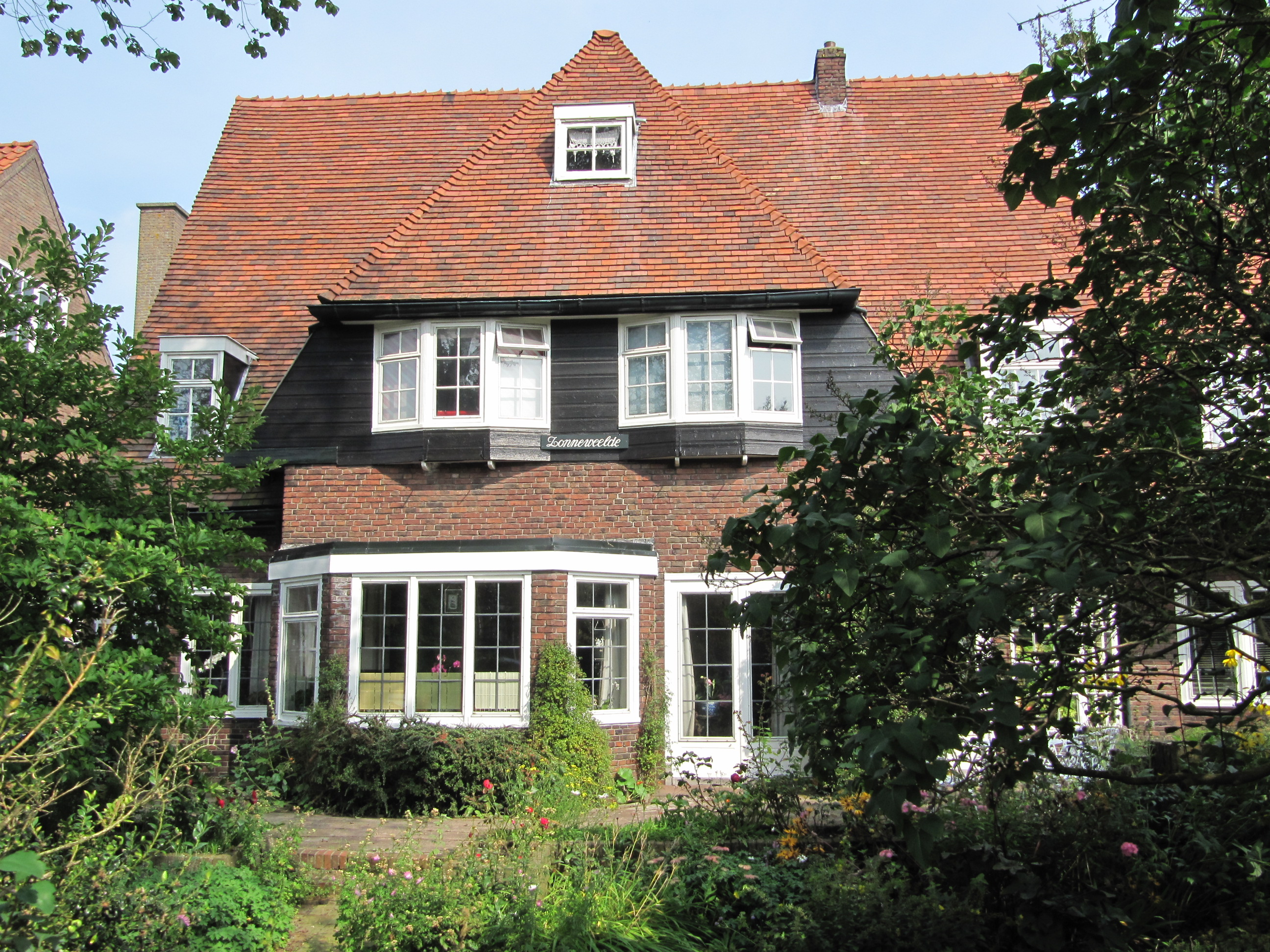
Harlingerstraatweg 2B (Zonneweelde)
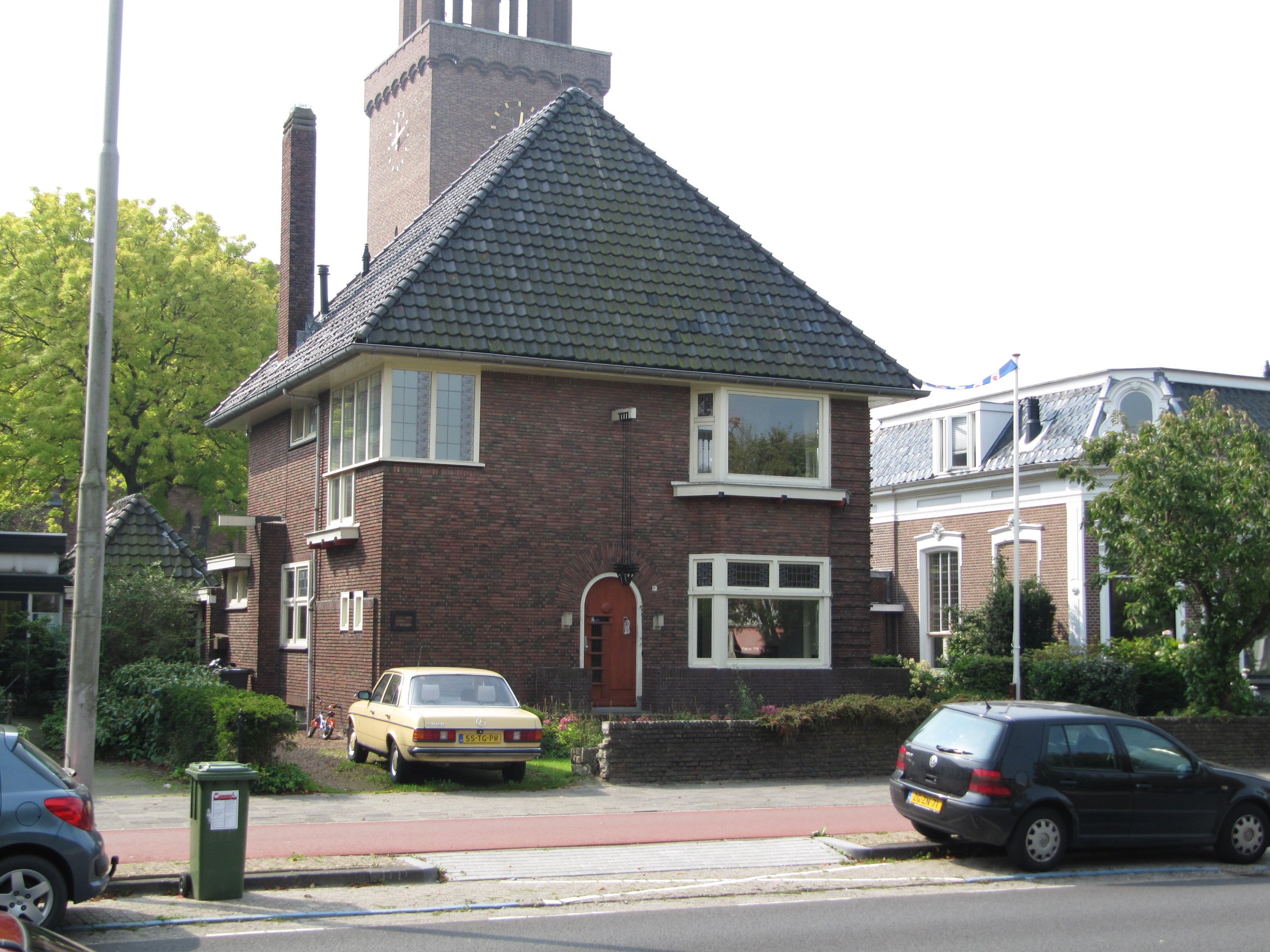
Harlingerstraatweg 9A
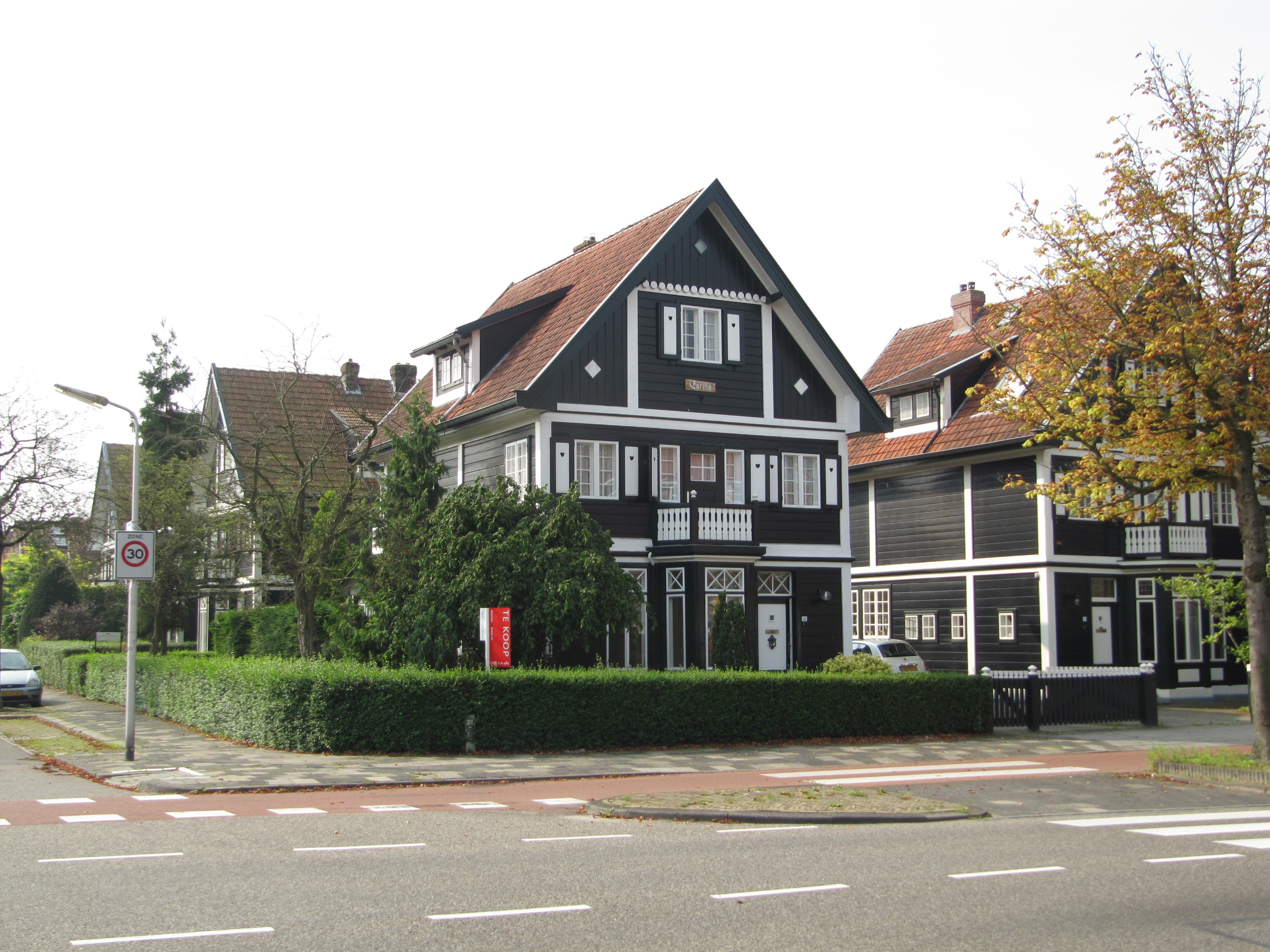
Harlingerstraatweg 29
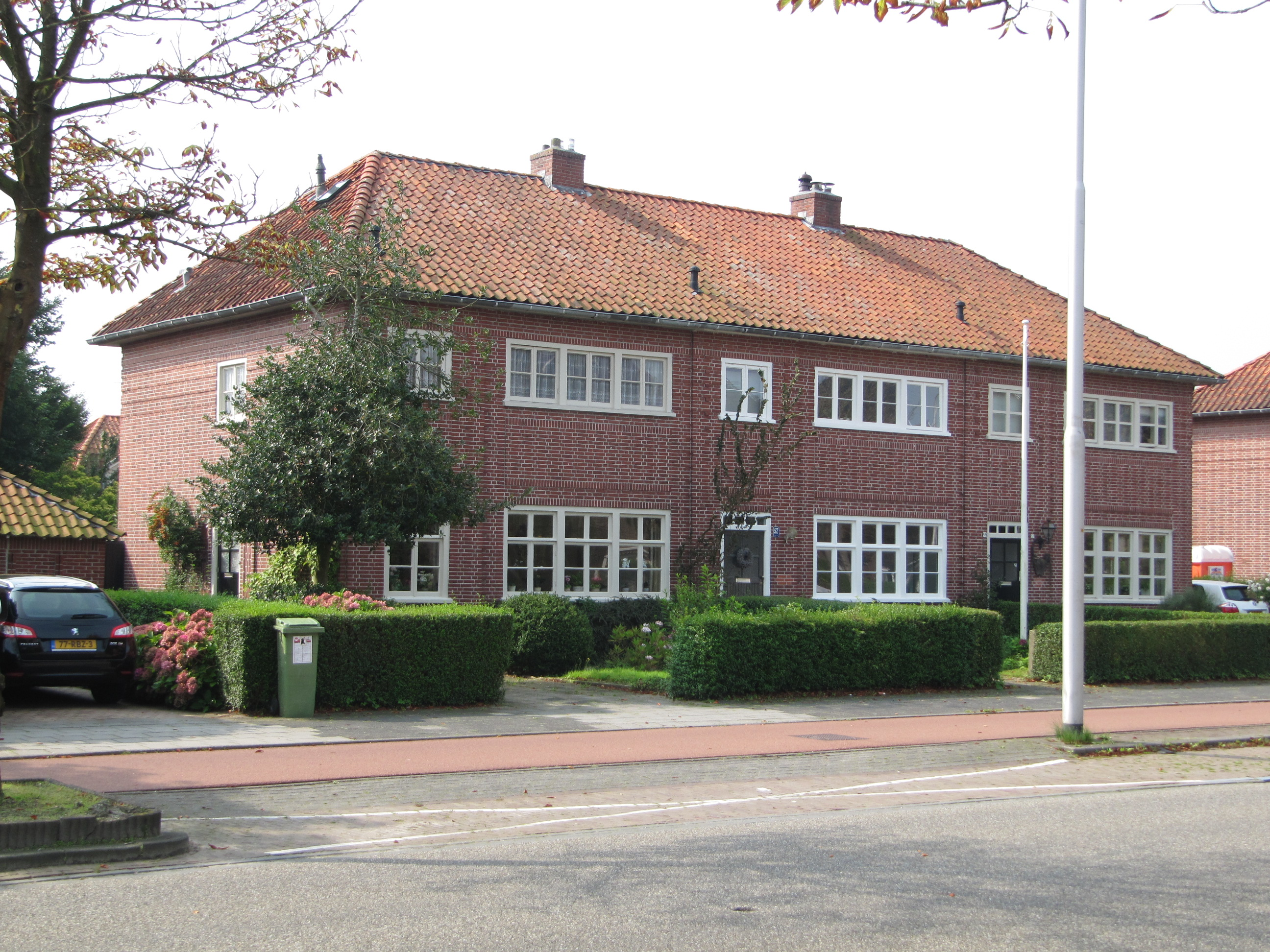
Harlingerstraatweg 49-51-53